# Ranunculus subtilis
Ranunculus subtilis är en ranunkelväxtart som beskrevs av Ernst Rudolf von Trautvetter. Ranunculus subtilis ingår i släktet ranunkler, och familjen ranunkelväxter. Inga underarter finns listade i Catalogue of Life.